# Дельшамбр, Эмиль
Эмиль Дельшамбр (фр. Émile Delchambre; 3 декабря 1875, Рубе — 8 сентября 1958, Рубе) — французский гребец, чемпион летних Олимпийских игр 1900.
Дельшамбр входил на Играх в состав четвёртой французской команды четвёрок, которая не смогла пройти в финал по основной квалификации, однако его команда, и ещё две сборные устроили свой финальный заплыв, который признаётся МОКом. Дельшамбр в том финале занял первое место.